# Who's Your Caddy?
Who's Your Caddy? is een Amerikaanse filmkomedie uit 2007, met rapper Lil Wayne in de hoofdrol. De film volgt de avonturen van rapper Christopher "C-Note" Hawkins, gespeeld door Lil Wayne, die lid wil worden van een chique golfclub.

## Ontvangst
De film werd over het algemeen slecht ontvangen. Op de website Rotten Tomatoes kreeg de film een score van 6%. De Washington Post omschreef de film als een 'comedy-free comedy', met raciale stereotyperingen, mislukte grappen en onderbroekenlol.

## Verhaal
C-Note, normaal gesproken meer thuis in de wereld van hip-hop en rap, besluit een poging te wagen om geaccepteerd te worden in de high society van de golfwereld. Hij koopt een landgoed naast de golfbaan en vraagt vervolgens lidmaatschap aan. Dit leidt tot allerlei hilarische situaties, aangezien de golfclubleden niet weten wat ze met deze onconventionele nieuwkomer aan moeten.

## Trivia
Ondanks de slechte ontvangt bij publiek en recensenten, gaf voormalig president Bill Clinton aan dat hij de film waardeerde.